# Distrikt Zarumilla
Der Distrikt Zarumilla befindet sich in der Provinz Zarumilla in der Region Tumbes im äußersten Nordwesten von Peru. Der Distrikt wurde am 12. Januar 1871 gegründet. Auf 104 km² Fläche lebten beim Zensus 2017 23.337 Einwohner. Im Jahr 1993 lag die Einwohnerzahl bei 13.430, im Jahr 2007 bei 18.463. Verwaltungssitz ist die Provinzhauptstadt Zarumilla mit 22.963 Einwohnern (Stand 2017). Die Nationalstraße 1N (Panamericana) durchquert den Distrikt.

## Geographische Lage
Der Distrikt Zarumilla liegt im Nordosten der Provinz Zarumilla. Der Fluss Río Zarumilla mündet im Norden des Distrikts in den Pazifischen Ozean. Dort liegt das Santuario Nacional Los Manglares de Tumbes. Im Norden trennt die Meeresstraße Canal de Capones den Distrikt vom Kanton Santa Rosa der ecuadorianischen Provinz El Oro. Im Nordwesten besitzt der Distrikt Zarumillas eine 12,5 km lange Küstenlinie entlang der Pazifikküste. Der Distrikt Zarumilla grenzt im Osten an den Distrikt Aguas Verdes sowie im Südwesten an den Distrikt Papayal.

## Ortschaften im Distrikt
Neben der Hauptstadt Zarumilla gibt es im Distrikt noch die Ortschaft El Bendito (276 Einwohner).